# 충경공 류형 신도비
충경공 류형 신도비(忠景公 柳珩 神道碑)는 세종특별자치시 장군면 하봉리 산90-3, 충렬사 경내에 있다. 2017년 4월 20일 세종특별자치시의 향토문화유산 제67호로 지정되었다.

## 개요
충경공 류형 신도비(忠景公 柳珩 神道碑)는 조선시대 무신(武臣)인 류형(柳珩, 1566~1615)의 행적을 기록하여 그의 묘 앞에 세웠던 비석(碑石)이다.
류형의 본관(本貫)은 진주(晉州), 자(字)는 사온(士溫), 호(號)는 석담(石潭), 시호(諡號)는 충경(忠景)이다. 1592년(선조 25)에 임진왜란(壬辰倭亂, 1592~1598)이 일어나자 창의사(倡義使) 김천일(金千鎰, 1537~1593)을 따라 강화에서 활동하였으며, 1594년(선조 27)에 실시한 단독별시(單獨別試) 무과(武科)에서 을과(乙科)로 합격한 후 해남현감(海南縣監)이 되었다. 1597년(선조 30) 정유재란(丁酉再亂) 때는 이순신(李舜臣, 1545~1598)장군을 보좌하여 수군을 다시 일으키는데 공헌(貢獻)하였으며, 1598년 노량해전(露粱海戰)에서 적탄에 부상을 입고도 전사한 이순신을 대신하여 전투를 지휘하였다. 그 공이 알려져 부산진첨절제사(釜山鎭僉節制使)에 임명되었다가 1600년(선조 33)에 경상우도수군절도사(慶尙右道水軍節度使), 1602년(선조 35)에는 삼도수군통제사(三道水軍統制使)가 되었다. 그 후 여러 도(道)의 병마절도사를 역임하다가 1615년(광해군 7) 황해도병마절도사(黃海道兵馬節度使)로 재임 중에 사망하였다. 1796년(정조 20)에 충경이라는 시호를 받았으며, 1802년 영의정(領議政)으로 증직(贈職)되었다. 무인(武人)으로서 이순신의 신망(信望)이 두터웠으며, 군사를 잘 부리고 방어시설을 구축(構築)하는데 탁월한 능력이 있던 인물로 평가된다.
충경공 류형 신도비는 당시 최고의 문장가로 꼽히던 이정귀(李廷龜, 1564~1635)와 김현성(金玄成, 1542~1621), 김상용(金尙容, 1561년~1637년) 등이 기리고 작성하였으며, 후대에는 정학교(丁學敎, 1832~1914), 이남식(李南軾, 1803~1878) 등이 쓴 찬기(讚記)도 전해지고 있다.
현재 신도비는 충렬사(忠烈祠) 경내(境內)에 세워져 있다. 충렬사는 1827년(순조 27) 류형과 그의 조부(祖父) 류진동(柳辰仝, 1497~1561), 아들 류충걸(柳忠傑, 1588∼1665) 세 사람의 위패를 모시기 위해 후손들이 세웠던 금호서사(錦湖書社)가 흥선대원군(興宣大院君, 1820~1898)이 1868년(고종 5)에 내린 서원철폐령(書院撤廢令)에 따라 없어지면서 후손들에 의해 그 자리에 만들어진 것이다.
세종특별자치시에는 류형이 말년에 사용하던 호패(柳珩將軍 戶牌, 세종특별자치시 시유형문화재 제14호)와 류형의 아들인 류충걸(柳忠傑, 1588∼1665)의 묘소 및 신도비(세종특별자치시 향토문화유산 제53호), 류지걸(柳智傑, 1602~1619)의 정려(세종특별자치시 향토문화유산 제48호)도 남아있다. 

## 지정사유
조선시대 무신인 류형(柳珩, 1566년 ~ 1615년)의 신도비로, 류형은 노량해전에서 전사한 이순신을 대신하여 전투를 지휘해 공을 세운 인물이다. 관련인물의 상징성, 시대적 배경, 찬·서자의 저명*함을 고려했을 때 역사적 가치가 있어 향토문화유산으로 지정한다.
(최조 건립 시) 월사 이정구, 남창 김현성, 선원 김상용 / (개립 시) 향수 정학교, 남파 이남식 등 당대 최고의 명문장가와 서화가 등이 찬·서하였다.

## 같이 보기
- 류형